# خیزش ۱۹۵۳ آلمان شرقی
خیزش ۱۹۵۳ در آلمان شرقی در ژوئن و ژوئیه ۱۹۵۳ اتفاق افتاد. این قیام از اعتصاب کارگران ساختمانی برلین در ۱۶ ژوئن آغاز شد و این اعتصاب در عرض یک روز به اعتراضی سراسری به حکومت آلمان شرقی بدل شد. این قیام در برلین توسط تانک‌های «گروه نیروهای شوروی در آلمان» و با مشارکت فولکس‌پولیتزای (پلیس خلق) شدیداً سرکوب شد. اما حتی با وجود دخالت شوروی موج اعتصابات و اعتراضات به آسانی سرکوب نشدند و حتی پس از ۱۷ ژوئن نیز تظاهرات‌ها در بیش از ۵۰۰ شهر و روستا ادامه یافتند. نقطهٔ اوج این اعتراضات در اواسط ماه ژوئیه بود.